# Reto Ziegler
Pour les articles homonymes, voir Ziegler.
Reto Pirmin Ziegler, né le 16 janvier 1986 à Genève, est un footballeur international suisse, jouant au poste de d'arrière latéral, milieu gauche, ou défenseur central.

## Biographie

### Débuts de carrière (1998-2004)
Ziegler commence sa carrière de footballeur avec le Servette FC, avant de signer avec le club suisse du Grasshopper-Club Zürich.
Après deux ans à Zurich, Ziegler signe au cours de l'été de 2004 en faveur du club londonien de Tottenham Hotspur.

### Une belle carrière à l'étranger (2004-2014)
Bien qu'il ait seulement 18 ans, il fait rapidement ses débuts en équipe première et devient un membre important de l'équipe avec l'entraîneur Jacques Santini, qui lui fait confiance. Santini quitte le club en octobre après seulement quelques mois. Avec le successeur, Martin Jol, Ziegler joue le plus souvent à gauche mais aussi au poste de milieu de terrain.
Reto Ziegler joue 31 matchs toutes compétitions confondues, dont 23 dans la Premier League. Il progresse beaucoup et devient un joueur très prometteur. Il devient également très populaire envers les fans. Il marque son premier but contre Everton le jour de l'an. À la fin de la saison, il est nommé « Meilleur jeune joueur de l'année », une récompense donnée à un jeune joueur de Tottenham par son fan club.
Pendant l'été 2005, il est prêté à un club allemand de Bundesliga, le Hambourg SV, où il joue 11 matchs dont trois en Coupe de l'UEFA. Il est rappelé par son club de Tottenham en janvier 2006, et il est de nouveau prêté, cette fois-ci à un autre club anglais en Premiership, Wigan Athletic.
Pour la saison 2006-2007, il est encore une nouvelle fois prêté, cette fois-ci au club italien de la Sampdoria, jusqu'à la fin de la saison. Le 18 février 2007, Ziegler joue son premier match de Série A avec son nouveau club contre Parme. À la fin de la saison, la Sampdoria l'achète pour un montant de deux millions d'euros.
Il joue plus régulièrement lors de la saison 2008-2009, et il s'impose comme titulaire indiscutable la saison suivante sous les ordres de Luigi Del Neri. Courtisé par la Juventus, il reste cependant à Gênes.
Le 26 mai 2011, il signe finalement un contrat de cinq ans avec la Juventus. Il est rejoint par son coéquipier en équipe nationale, Stefan Lichtsteiner. Mais ayant pas été assuré d'une place de titulaire, Ziegler est prêté à Fenerbahçe pour le reste de la saison 2011-2012. Il remporte la Coupe de Turquie avec le club turc, après une année où il devient un titulaire indiscutable tout au long de la saison.
La saison suivante, il est prêté en Russie, au Lokomotiv Moscou
Fin janvier 2013, il est de nouveau prêté au club turc de Fenerbahçe jusqu'à la fin de la saison. Le club turc atteint les demi-finales de Ligue Europa où il est éliminé par Benfica (1-0, 1-3) et gagne la coupe de Turquie.
Fin août 2013, le Suisse est à nouveau prêté par la Juventus, cette fois-ci en Serie A, rejoignant le club de Sassuolo en Émilie-Romagne pour un an. N'étant plus désire par le club turinois, Ziegler quitte la Juve à la fin de la saison 2013-14.

### 1er retour en Suisse (2015-2017)
Ayant résilié son contrat avec la Juventus, Reto Ziegler se maintient en forme avec le Servette FC ou seul en attendant de trouver un club. Ne trouvant pas de club durant l’automne, Ziegler prend part au camp d’entraînement du FC Sion en janvier 2015 avant de s’engager en février avec le club sédunois jusqu'à la fin de la saison. Après avoir remporté la coupe de Suisse avec le club valaisan, Reto Ziegler prolonge son contrat jusqu'en 2017 avec le FC Sion. Reto Ziegler joue ensuite avec le FC Lucerne.

### Départ pour les États-Unis (2018-2020)
Après seulement quelques mois au FC Lucerne, Reto Ziegler rejoint le FC Dallas pour la saison 2018 de Major League Soccer le 2 janvier 2018,.

### 2ème Retour en Suisse (depuis 2021)
En février 2021, il rejoint le FC Lugano pour deux saisons,. Il est mis à l'écart par le club jusqu'à nouvel ordre. Il quitte le club pour signer au FC Sion.
Il connaît la descente en Challenge League lors de la saison 2022-2023 mais parvient une année après à remonter en Super League lors de la saison 2023-2024, il évoluera donc de nouveau en Super League lors de la saison 2024-2025.
En mai 2024, il prolonge son aventure sédunoise jusqu'au terme de la saison 2024-2025 (juin 2025).

### Carrière internationale
Ziegler commence sa carrière internationale avec l'équipe suisse des moins de 17 ans. Il joue également pour les moins de 19 ans et les moins de 21 ans.
Reto Ziegler fait ses débuts avec l'équipe nationale suisse le 30 mars 2005, contre la France, au poste de milieu gauche. Il est de nouveau titularisé lors du match suivant contre Chypre. Mais Ziegler doit faire face à une rude concurrence au poste d'arrière gauche, avec Ludovic Magnin et Christoph Spycher au sein de la Nati.
Il n'est pas retenu par le sélectionneur Köbi Kuhn pour disputer la Coupe du monde 2006 puis l'Euro 2008. Ottmar Hitzfeld relance Ziegler en équipe nationale à la fin de l'année 2008, contre la Finlande, où il marque son premier but. À la suite de ses bonnes prestations avec son club et avec l'équipe de suisse, il participe à la Coupe du monde 2010, où il joue tous les matchs de la Nati. Mais l'éclosion de Ricardo Rodríguez lui fait perdre sa place de titulaire en 2012. Il est retenu par Hitzfeld pour disputer la Coupe du monde de 2014 mais Ziegler ne joue aucun match durant cette compétition.

## Palmarès
- Avec la  Suisse :
  - Champion d'Europe des moins de 17 ans en 2002

- Avec le  Grasshopper :
  - Champion de Suisse en 2003
  - Finaliste de la Coupe de Suisse en 2004

- Avec  Wigan :
  - Finaliste de la Coupe de la Ligue en 2006

- Avec la  Sampdoria :
  - Finaliste de la Coupe d'Italie en 2009

- Avec la  Juventus :
  - Vainqueur de la Supercoupe d'Italie en 2012

- Avec  Fenerbahçe :
  - Vainqueur de la Coupe de Turquie en 2012 et en 2013

- Avec le  FC Sion :
  - Vainqueur de la Coupe de Suisse en 2015 et finaliste en 2017
  - Champion de Suisse de Challenge League lors de la saison 2023-2024
- Avec le  FC Lugano
  - Vainqueur de la Coupe de Suisse de football en 2022

## Statistiques
| Saison                | Club                    | Championnat           | Championnat | Championnat | Coupe nationale | Coupe nationale | Coupe de la Ligue | Coupe de la Ligue | Compétition(s) continentale(s) | Compétition(s) continentale(s) | Compétition(s) continentale(s) | Suisse | Suisse | Total | Total |
| Saison                | Club                    | Division              | M.          | B.          | M.              | B.              | M.                | B.                | Comp.                          | M.                             | B.                             | M.     | B.     | M.    | B.    |
| 2002-2003             | Grasshopper Zurich      | LNA                   | 10          | 0           | -               | -               | -                 | -                 | -                              | -                              | -                              | -      | -      | 10    | 0     |
| 2003-2004             | Grasshopper Zurich      | Super League          | 28          | 0           | 4               | 0               | -                 | -                 | -                              | -                              | -                              | -      | -      | 32    | 0     |
| 2004-2005             | Grasshopper Zurich      | Super League          | 3           | 0           | -               | -               | -                 | -                 | -                              | -                              | -                              | -      | -      | 3     | 0     |
| Sous-total            | Sous-total              | Sous-total            | 41          | 0           | 4               | 0               | -                 | -                 | -                              | -                              | -                              | -      | -      | 45    | 0     |
| 2004-2005             | Tottenham Hotspur       | Premier League        | 22          | 1           | 5               | 0               | 1                 | 0                 | -                              | -                              | -                              | 3      | 0      | 31    | 1     |
| 2005-2006             | Hambourg SV (prêt)      | Bundesliga            | 8           | 0           | 2               | 0               | -                 | -                 | C3                             | 3                              | 0                              | -      | -      | 13    | 0     |
| 2005-2006             | Wigan Athletic (prêt)   | Premier League        | 10          | 0           | 1               | 0               | 2                 | 0                 | -                              | -                              | -                              | -      | -      | 13    | 0     |
| 2006-2007             | Tottenham Hotspur       | Premier League        | 1           | 0           | -               | -               | 1                 | 0                 | C3                             | 2                              | 0                              | -      | -      | 4     | 0     |
| 2006-2007             | UC Sampdoria (prêt)     | Série A               | 15          | 1           | -               | -               | -                 | -                 | -                              | -                              | -                              | -      | -      | 15    | 1     |
| Sous-total            | Sous-total              | Sous-total            | 56          | 2           | 8               | 0               | 4                 | 0                 | -                              | 5                              | 0                              | 3      | 0      | 76    | 2     |
| 2007-2008             | UC Sampdoria            | Série A               | 20          | 0           | 4               | 1               | -                 | -                 | CI+C3                          | 1+3                            | 0                              | 1      | 0      | 29    | 1     |
| 2008-2009             | UC Sampdoria            | Série A               | 22          | 0           | 2               | 0               | -                 | -                 | C3                             | 8                              | 0                              | 2      | 1      | 34    | 1     |
| 2009-2010             | UC Sampdoria            | Série A               | 37          | 2           | 1               | 0               | -                 | -                 | -                              | -                              | -                              | 9      | 0      | 47    | 2     |
| 2010-2011             | UC Sampdoria            | Série A               | 34          | 1           | 2               | 0               | -                 | -                 | C1+C3                          | 2+4                            | 0                              | 9      | 0      | 51    | 1     |
| Sous-total            | Sous-total              | Sous-total            | 113         | 3           | 9               | 1               | -                 | -                 | -                              | 18                             | 0                              | 21     | 1      | 161   | 5     |
| 2011-2012             | Juventus FC             | Série A               | -           | -           | -               | -               | -                 | -                 | -                              | -                              | -                              | 1      | 0      | 1     | 0     |
| 2011-2012             | Fenerbahçe SK (prêt)    | Süper Lig             | 38          | 1           | 4               | 0               | -                 | -                 | -                              | -                              | -                              | 5      | 0      | 47    | 1     |
| 2012-2013             | Juventus FC             | Série A               | -           | -           | -               | -               | -                 | -                 | -                              | -                              | -                              | 1      | 0      | 1     | 0     |
| 2012-2013             | Lokomotiv Moscou (prêt) | Premier Liga          | 6           | 0           | 1               | 0               | -                 | -                 | -                              | -                              | -                              | 1      | 0      | 8     | 0     |
| 2012-2013             | Fenerbahçe SK (prêt)    | Süper Lig             | 7           | 0           | 2               | 0               | -                 | -                 | C3                             | 8                              | 0                              | -      | -      | 17    | 0     |
| 2013-2014             | US Sassuolo (prêt)      | Série A               | 17          | 0           | 1               | 0               | -                 | -                 | -                              | -                              | -                              | 3      | 0      | 21    | 0     |
| Sous-total            | Sous-total              | Sous-total            | 68          | 1           | 8               | 0               | -                 | -                 | -                              | 8                              | 0                              | 11     | 0      | 95    | 1     |
| 2014-2015             | FC Sion                 | Super League          | 17          | 1           | 3               | 0               | -                 | -                 | -                              | -                              | -                              | -      | -      | 20    | 1     |
| 2015-2016             | FC Sion                 | Super League          | 30          | 3           | 4               | 0               | -                 | -                 | C3                             | 7                              | 0                              | -      | -      | 41    | 3     |
| 2016-2017             | FC Sion                 | Super League          | 25          | 8           | 6               | 1               | -                 | -                 | -                              | -                              | -                              | -      | -      | 31    | 9     |
| Sous-total            | Sous-total              | Sous-total            | 72          | 12          | 13              | 1               | -                 | -                 | -                              | 7                              | 0                              | -      | -      | 92    | 13    |
| 2017-2018             | FC Lucerne              | Super League          | 9           | 2           | 1               | 0               | -                 | -                 | -                              | -                              | -                              | -      | -      | 10    | 2     |
| Sous-total            | Sous-total              | Sous-total            | 9           | 2           | 1               | 0               | -                 | -                 | -                              | -                              | -                              | -      | -      | 10    | 2     |
| 2018                  | FC Dallas               | MLS                   | 29          | 4           | 1               | 0               | 1                 | 0                 | LCC                            | 2                              | 0                              | -      | -      | 33    | 4     |
| 2019                  | FC Dallas               | MLS                   | 32          | 5           | 1               | 1               | 1                 | 0                 | -                              | -                              | -                              | -      | -      | 34    | 6     |
| 2020                  | FC Dallas               | MLS                   | 19          | 2           | -               | -               | 1                 | 0                 | -                              | -                              | -                              | -      | -      | 20    | 2     |
| Sous-total            | Sous-total              | Sous-total            | 80          | 11          | 2               | 1               | 3                 | 0                 | -                              | 2                              | 0                              | -      | -      | 87    | 12    |
| Total sur la carrière | Total sur la carrière   | Total sur la carrière | 439         | 31          | 45              | 3               | 7                 | 0                 | -                              | 40                             | 0                              | 35     | 1      | 566   | 35    |